# Canale di Malta
Il canale di Malta è la parte di Mediterraneo orientale che separa le isole maltesi a sud dalla costa della Sicilia meridionale a nord.

## Caratteristiche
Il canale ha una larghezza massima di 102 km, mentre nel punto più stretto misura circa 81 km. Caratterizzato da fondali relativamente bassi ha una profondità massima di 171 m. I fondali, leggermente più profondi all'estremità sud maltese, tendono a risalire man mano che ci si avvicina alle coste siciliane.
Teatro di diverse guerre sin dall'antichità il canale fu solcato dalle flotte dei Punici, Romani, Ottomani, Cavalieri di Malta e nella seconda guerra mondiale, durante l'occupazione britannica, vista l'importanza strategica di quest'area il canale fu fortemente minato. Il canale è interessato da un elevato traffico di navi mercantili mentre l'unico collegamento di linea è quello tra il porto di La Valletta ed il porto di Pozzallo in Sicilia.